# ピンポン (漫画)
『ピンポン』（英語: PingPong）は、松本大洋によるスポーツ漫画。『週刊ビッグコミックスピリッツ』（小学館刊）1996年第14号より連載が開始、1997年第29号の第55話を以て完結した。神奈川県藤沢市を舞台に、卓球に魅了された5人の高校生によるスポーツアクションや才能を巡る青春が描かれている。単行本は1996年9月に第1巻初版が発売、翌年10月までに全5巻が発売された。2002年に曽利文彦監督、窪塚洋介主演で劇場映画化、2014年に湯浅政明監督によるTVアニメが制作された。

## 制作背景
松本大洋は1987年に講談社の『モーニング パーティ増刊』にて漫画家として商業デビューを果たし、1988年より『モーニング』で『STRAIGHT』を発表し、長編連載デビューした。『ピンポン』は松本が小学館へ移籍してから制作され、小学館誌上では『ZERO』『花男』『鉄コン筋クリート』に次ぐ4作目の連載作品である。当初、松本の編集を担当していた人物は非常にスポーツを愛好しており、松本もまた小学生から高校生までずっとサッカーに励むスポーツ少年であった。その点で意気投合していた両者はスポーツ漫画として『ZERO』『花男』を発表した。『ピンポン』の制作以前にはサッカー漫画の構想が立てられていたが、松本は自身が長期の連載をしない性質にあり、試合毎に最低22人が登場するサッカーを描くことは困難と判断し、個人競技を描く方向へ転換した。卓球が題材となったのは、取材のために数多のスポーツを観賞した松本が、競技自体の認知度の割に卓球選手個々に戦型があったり、ラケットやラケットに貼るラバーの種類が多いことなど知られていない面が多く、魅力を感じたためであった。

### 絵柄
松本は作品によって絵柄を大胆に変える傾向があり、前作『鉄コン筋クリート』ではフランク・ミラーの様な、白黒でメリハリが強いイラストレーション色の強いタッチであったが、『ピンポン』ではこのタッチは鳴りを潜め、細線を多様した黒味の薄いタッチが採用された。

## あらすじ
神奈川県藤沢市。星野裕（通称ペコ）と月本誠（通称スマイル）は、共にタムラ卓球場で小学生時代から卓球をやってきた幼馴染。ペコは確かな実力を持ちながら己の才能に自惚れ、誰に対しても不遜だった。一方のスマイルは、決して笑わず無愛想で、そんな態度からペコにスマイルと渾名されていた。共に片瀬高校の卓球部へ入ったふたりは、春、県内の辻堂学園学院卓球部へ、上海のジュニアチームから留学してきた孔文革（通称チャイナ）が留学生として雇われたと知る。ふたりは辻堂学院へ偵察に訪れ、チャイナとの対戦にこぎつける。しかしペコはチャイナ相手に1点も獲れず大敗した。続いてチャイナはスマイルへ勝負を持ちかけるが、スマイルはまるで興味を示さなかった。一見すると卓球で勝るのはペコであったが、チャイナはスマイルが抜群の素質を持っているのを見抜いていた。
スマイルの才覚を嗅ぎつけたのはチャイナだけではなかった。片瀬高校の卓球部顧問である小泉丈は、スマイルが才能とは裏腹に勝利への執念が全く無く、真剣勝負でも相手の心情を考慮し、特にペコと試合する際には無自覚に手を抜いていると看破し、彼をさらなる高みへと登らせるべく過酷な指導を試みる。同時期、県内最強と謳われる海王学園高校卓球部の風間竜一（通称ドラゴン）が片瀬へ偵察にやってくる。インターハイ優勝の実力者である風間ですらスマイルの実力を脅威に感じるほどであった。それでも、風間にとってスマイルはあくまでも脅威となりうる存在でしかなく、今度のインターハイでの優勝は確実であると公言する調子だった。
やがてインターハイ予選が開幕した。ペコ、スマイル、ドラゴン、チャイナ、それぞれ順当に勝ち上がっていく。3回戦でスマイルはチャイナと対戦した。留学生として注目を集めるチャイナの勝利が確実視される中、スマイルはチャイナの実力を初セットで見極め、次のセットからまるでロボットのように正確無比なプレーでチャイナを追い詰める。スマイルの勝利が目前になったところで、チャイナのコーチが「ここで負ければ中国代表への道は閉ざされる」と激昂した。その意味を察知したスマイルは途端に萎縮し、結局、チャイナが勝利を挙げた。その一方で、ペコは準々決勝まで順当に勝ち上がった。準々決勝の相手は、同じ道場出身のもうひとりの幼馴染、佐久間学（通称アクマ）であった。以前はアクマ相手に圧倒的な実力を見せつけていたペコだったが、この対戦では地道な努力を重ねたアクマに終始優勢を握られ、あえなく敗退した。さらに別の準々決勝戦では、チャイナとドラゴンが対戦する。実力者であるチャイナをもってしても、日本国内最高峰に立つドラゴンにはまったく歯が立たなかった。インターハイはベスト4をすべて海王の選手が独占してみせた。
インターハイ予選を終え、全国大会へ進出した海王学園は団体戦の序盤で敗退した。個人戦で優勝を果たした風間は、近年の海王の弱体化を憂い、インタビューにおいて「優勝には月本レベルの人間が必要だ」と失言するほどになっていた。そのスマイルは次の大会へ向けて小泉にさらなる指導を受け、練習試合で県内の実力者を次々倒して名を挙げていた。しかし小泉の過剰なスマイルへの入れ込み、スマイルの独善的な卓球への熱は他の卓球部員との軋轢を生んでいた。ペコはアクマに敗戦したのが堪え、すっかりやる気を失っていた。そんな中で、アクマはドラゴンの発言でスマイルへの敵意をむき出しにして単身片瀬へと乗り込み、スマイルへ試合を申し込む。かつてはアクマが常勝だったが、才能を開花させつつあるスマイルの前では為す術なく敗戦した。地道な努力と対戦相手の研究を重ねたアクマはそれらをもってしても勝てないことを嘆くが、スマイルに「それは卓球の才能がないからだ」と一蹴された。試合を終えて帰宅する途中、アクマは苛立ちから傷害事件を起こし、停学処分と、卓球部の強制退部を余儀なくされた。
一方で、スマイルの言葉はペコにも突き刺さり、ペコは学校の焼却炉で自身のラケットを燃やしてしまった。すっかり意気消沈した彼を、久々に道場へ訪れたアクマが激励した。ペコは誰よりも才能に恵まれ卓球を愛していると、才能に恵まれずも卓球を愛したアクマは知っていた。一念発起したペコは、道場で指導するオババへ懇願し再び卓球へ向き合う。オババもまた小泉と同時期に活躍していた卓球の名手であった。彼女の指導の元、堕落した基礎体力を取り戻したペコは、オババの息子が指導する大学の卓球部で指導を受ける。バックハンドの弱点をどうにも克服できなかったペコは、ペンラケットの裏へラバーを貼って繰り出す裏面打法を会得し、たちまち秘めていた才能を開花させ、誰もが驚く速度で進化した。
同時期、片瀬へ再びドラゴンがやってくる。今度は正式にスマイルを引き抜こうという魂胆であった。環境という意味では片瀬よりも海王が優れると踏んだ小泉は移籍を推奨した。精神を疲弊させたスマイルは普段のジョギングのコースを外れ途方も無い距離を走った。両親との距離が遠いスマイルが密かに他人との温もりを必要としていると理解した小泉、さらに卓球部の主将を務める大田は、スマイルへ卓球選手としてではなく、人間として歩み寄る。卓球部とスマイルとの間にあったわだかまりは一応は解消された。
そして、1年が経過し、再びインターハイの季節がやってきた。ペコの初戦の対戦相手は偶然にもチャイナであった。チャイナは1年間で日本に順応し、かつては馬鹿にしていたチームメイトとも打ち解け、実力も当然上昇していた。しかし、ペコは第1セットから前回の対戦との違いを見せつけ、接戦ながらストレート勝ちを決めた。一方、月本は2回戦で海王の副主将である真田と対戦する。ドラゴンには劣るものの国内でも規格外と評される実力者との対戦にもスマイルはまったく怯えず、圧勝してみせた。ドラゴンもまた元来の実力で順当に勝ち上がってゆく。そうしてベスト4へ勝ち上がったのはペコ、スマイル、ドラゴン、そして海王の猫田であった。準決勝で猫田と対戦したスマイルはこれまた圧倒的な結果で勝利して見せた。一方、ペコは急速な成長に比例したオーバーワークが災いし膝に爆弾を抱えていた。周囲から棄権を勧められながらも、ペコは「スマイルが上で呼んでいる」と言う。小学生のころから無愛想でいじめられっ子だったスマイルを助けたペコは、彼らの間でヒーローだった。ところが最近になって、ペコはすっかりやる気を失い、いつしかヒーローの存在感が消えてしまっていた。そのヒーローをスマイルがずっと待っていると、ペコは悟った。
準決勝。ペコはドラゴンにあえなく1セットを先取され、まったく打つ手がなく追い込まれる。しかし試合中、心中でスマイルと会話を交わしたのをきっかけに復活し、まるで遊ぶように大胆で自由な戦型へと変貌、セットを取り返して見せた。ペコのプレーは観客だけでなく、対戦相手であるドラゴンすら歓喜させる面白さだった。長らく強者の重圧、主将としての責任を背負い卓球を憎んですらいたドラゴンは、ペコとの対戦でやがて喜びをあらわにした。試合はペコが勝利した。
決勝戦はオババや小泉や道夫、アクマ・チャイナ・ドラゴンらがどこか嬉しそうに見守る中、共に片瀬高校同士、ペコとスマイルの対戦となった。膝を痛めたペコ相手にスマイルは一切手を抜かない。一方でペコも、傷をまるで感じさせない大胆なプレーで応戦した。その様はただ卓球を楽しむ少年でしかなかった。
5年が経過した。スマイルは小学校の教諭を目指しながら、道場でジュニアの指導をしていた。そこへ親しい仲となったドラゴンが顔を出し二人は昔を懐かしみながら語り合う。ドラゴンはプロの卓球選手となったが、日本代表から外れ、己を凡庸な選手で終わるかもしれないと憂いていた。アクマは高校生のころから交際していた女性と結婚を決めた。ペコは若くしてドイツのプロリーグへ進出し、人気を集めていた。

## 各話リスト
| 話数 | サブタイトル                          | 収録巻 |
| ---- | ------------------------------------- | ------ |
| 1    | スマイル                              | 第1巻  |
| 2    | ペコ                                  | 第1巻  |
| 3    | 風の音がジャマをしている              | 第1巻  |
| 4    | 孔文革（コンウェンガ）                | 第1巻  |
| 5    | ヒーロー                              | 第1巻  |
| 6    | 老人と少年                            | 第1巻  |
| 7    | ドラゴン                              | 第1巻  |
| 8    | 若者たち                              | 第1巻  |
| 9    | バタフライジョー                      | 第1巻  |
| 10   | 男はど根性だかんよ！！                | 第1巻  |
| 11   | 性能                                  | 第1巻  |
| 12   | 少年／老人                            | 第2巻  |
| 13   | インハイ卓球競技予選会 男子シングルス | 第2巻  |
| 14   | 少年怒る                              | 第2巻  |
| 15   | 前で捌く                              | 第2巻  |
| 16   | ヒーロー不在                          | 第2巻  |
| 17   | First Game                            | 第2巻  |
| 18   | Second Game                           | 第2巻  |
| 19   | Third Game                            | 第2巻  |
| 20   | ペコVS.アクマ                         | 第2巻  |
| 21   | 海 王                                 | 第2巻  |
| 22   | 5人の卓球選手                         | 第2巻  |
| 23   | 秋                                    | 第3巻  |
| 24   | 不協和音                              | 第3巻  |
| 25   | 冬が近い                              | 第3巻  |
| 26   | おいてけぼりブルース                  | 第3巻  |
| 27   | スマイルロボ                          | 第3巻  |
| 28   | 星に願いを                            | 第3巻  |
| 29   | もがけ青春                            | 第3巻  |
| 30   | ヒーローになるための試練その1         | 第3巻  |
| 31   | 問1・月本誠が今、必要としているもの   | 第3巻  |
| 32   | マイコーチ                            | 第3巻  |
| 33   | 続、星に願いを                        | 第3巻  |
| 34   | Do you understand?                    | 第4巻  |
| 35   | 裏 技                                 | 第4巻  |
| 36   | 春。                                  | 第4巻  |
| 37   | ヒーロー見参                          | 第4巻  |
| 38   | 卓球しましょう                        | 第4巻  |
| 39   | We are ping pong players              | 第4巻  |
| 40   | 再 見                                 | 第4巻  |
| 41   | モンスター                            | 第4巻  |
| 42   | スマイルモンスター                    | 第4巻  |
| 43   | 一葉落ちて天下の秋を知る              | 第4巻  |
| 44   | ベスト 4                              | 第4巻  |
| 45   | 學園熱血スポーツ根性物語              | 第5巻  |
| 46   | ヒーローになる為の試練その2           | 第5巻  |
| 47   | カザマノココロ                        | 第5巻  |
| 48   | 星と月と…                             | 第5巻  |
| 49   | Play                                  | 第5巻  |
| 50   | Fly                                   | 第5巻  |
| 51   | High                                  | 第5巻  |
| 52   | PM3:30～4:00                          | 第5巻  |
| 53   | 復活劇                                | 第5巻  |
| 54   | ピンポン                              | 第5巻  |
| 55   | 春が終わる。                          | 第5巻  |

## 登場人物
※声の記述はアニメ版、演の記述は映画版である

### 主要人物
ペコ / 星野裕（ほしの ゆたか）
声 - 片山福十郎、幼少 - 西田光貴 / 演 - 窪塚洋介、幼少 - 小泉拓也
片瀬高校1→2年生
主人公。通称ペコ。切り揃えたおかっぱ頭と、服装やラケットなどの星マークがトレードマークの少年。自信過剰でフランクな性格。幼少からタムラ卓球場で腕を磨き、平日でも「出られる大会全部行く」と学校に行かずに試合を優先していたほどで、当時から卓球にかけて右に出るものはほとんどいなかった。
大柄ではないが身体能力に優れ、素手の喧嘩も強かったためスマイルに非道を働いていたいじめっ子達もペコの姿を見ると一斉に逃げ出していた。
ちゃらけているようで決めるところは決める性分から、周囲からは尊敬され「ヒーロー」と称されていた。中学卒業後はスマイルと共に片瀬へ入学したが、授業も練習の質が低い部活動もさぼりがちで、タムラ卓球場で一般人を相手に賭け卓球で金を巻き上げる日々を過ごしている。
1年生次のインターハイでは1年生ながら8強まで進出するが、その準々決勝では同じ道場出身だがライバルとも思っていなかったアクマに敗北し、大会後は失意のまま卓球から離れ、さらにスマイルが片瀬高校で決闘に挑んで敗北したアクマに対して放った「卓球の才能がない」という発言に激しいショックを受け、ラケットを焼却炉に捨ててしまうなど堕落した生活を送る。その後、ペコの才能を惜しむアクマから強く復帰を説得され、一念発起し再起を図り、タムラ卓球場のオババから猛特訓を受け、返り咲きを果たす。
プロとなったラストでは、実況に「世界のエースに成長しつつあります」とまで評されていた。
無類の菓子好きで、日常生活や練習の合間、試合の直前でも様々な菓子を食べている。とりわけ飴やチョコレートなど甘い菓子を好んでおり、卓球選手として名を挙げると同時に、カルビーのコマーシャルへの出演が夢であると公言している。テレビアニメではこの描写が、カルビーではなく赤城乳業に変更された。
戦型
ペコの卓球スタイルは漫画において「右ペンホルダー、表ソフト速攻型」、テレビアニメでは「右ペンホルダー、前陣速攻型」と称されている。使用器具は現代において使用人口の少ない日本式ペンホルダーで、表面が粒状で球離れがよく球速に優れる表ソフトラバーを使用している。
いずれも小回りと攻撃に向く道具であり、自身もスピードを活かして卓球台から離れず攻撃に比重を置くスタイルを取る。その実力はジュニア時代から図抜けており、攻守、技術すべての分野で高く賞賛される。しかし実力者や目の利く指導者からは「プレーが雑だ」と称され、スピードに優れる反面で隙が多く、バックハンドが致命的な弱点であると見抜かれる。このバックハンドの弱点を克服するため、日本式ペンホルダーの裏へラバーを貼って繰り出す裏面打法を会得した。当初は短期間での会得は無謀だと思われていたが、やがて誰もが目をみはるほどの成長速度、センスを見出され、才能だけならば全国優勝を経験したドラゴンを超えると称された。
テレビアニメ版では戦型の変遷が若干変更されており、裏面打法の会得と同時期に、フォアハンド面の表ソフトラバーを、ドライブショットに優れる裏ソフトラバーへ変更し、戦型自体をドライブ主体へ変更した。しかしインターハイ準決勝のドラゴン戦を前にして、ペコの最大の長所であるスピードを活かすため表ソフトラバーへ戻し、ラケットを反転式ペンホルダーへ変更した。これによって試合中に表ソフトラバー、裏ソフトラバーの面を自在に切り替え、前陣速攻にもドライブにも囚われない派手なスタイルを確立した。実写映画ではラケットはButterflyの「サイプレス-R」ラバーは同ブランドの「チャレンジャー·アタック」「カタパルト」が使用されている。
スマイル / 月本誠（つきもと まこと）
声 - 内山昂輝、幼少 - 里村洋 / 演 - ARATA、幼少 - 小沼蔵人
片瀬高校1→2年生
主人公。通称スマイル。眼鏡と服や卓球道具の月マークがトレードマーク。感情表現が苦手で無表情で、度々ロボットなどと揶揄される事があったが、心根は人間らしい暖かさを帯びている。
小学校在学中にはその無表情を馬鹿にされいじめの対象にされていたが、同級生だったペコに助けられ、彼が通うタムラ卓球場で卓球を習い始めた。
表面上は物凄く冷めた性格をしており、「卓球なんて死ぬまでの暇つぶし」などと語る事もあるなど卓球においても勝利には関心が薄く、勝利よりも対戦相手や指導者など周囲へ気を配るのに注力し、わざと負けることも少なくないが、本心では初めてペコのプレーを間近で見た時から彼なりの卓球を愛している。
積極性が弱く卓球の実力でペコの陰に隠れがちだったが、密かに強大な才能を抱いている。片瀬高校で指導する小泉に才覚を見出されたのをきっかけに、彼の猛烈な指導を受けて実力を伸ばし、インターハイの優勝候補に名乗りを上げた。
海王から退部に追いやったアクマについては「才能がない」「遅かれ早かれ自分の限界を知る選手」と一蹴しているが、それでも彼を退部に追いやってしまった事に負い目は感じており、「張本人の僕が海王に行って他の連中とうまくやっていけると思いますか？」と小泉に吐露している。
暇を見つけるとアマリリスの鼻歌を歌う癖があり、同時にひとりルービックキューブに興じる。テレビアニメでは時代背景の変更に伴い、ルービックキューブが携帯ゲームに変更された。
戦型
スマイルの戦型は漫画において「右シェークハンド、両面裏ソフトカット主戦型」と称されている。使用器具は現代卓球において主流のシェークハンドラケットを使用し、ラケット両面にはそれぞれ異なる種類の裏ソフトラバーが貼られている。戦型は卓球台からやや離れて相手の攻撃を下回転中心のカットで返すカット主戦型を主としている。
1年生次のインターハイでチャイナと対戦する直前、小泉によってラバーの片方を防御に優れる粒高ラバーへ変更している。防御を中心に攻撃の機会を窺うスタイルを確立しているものの、攻守共に優れた実力を持っており、攻撃に優れない器具を用いても速攻戦型で対応できるほどである。
ドラゴン / 風間竜一（かざま りゅういち）
声 - 咲野俊介、幼少 - 坂口湧久 / 演 - 中村獅童
右シェークハンド(映画ピンポンでは左)オールラウンド
海王学園高校2→3年生
海王学園卓球部部長兼主将。通称ドラゴン。高校最強の選手として知られており、インターハイでも2年連続個人優勝している。
大柄な体格から繰り出されるパワープレイもさる事ながら、チャイナのコーチの分析では「あの筋肉量では（チャイナレベルのボールでなら）左右に振れば素早い対応は難しいのでは」と考えられていたが、実際の対決ではドライブ攻撃にもそつなく対応して見せる素早さも持つ。
ストイックな性格だが、試合の前には無敗のプレッシャーに苦しみ便所に籠るなど繊細。チームの和よりも合理性や純粋な実力を追及するがゆえ薄情にみられる事もあるが、アクマの努力を賞賛し気にかけていた様な描写もあり、試合会場で選手に対する大勢のヤジを一喝して制するなど、実直な面もある。
スマイルの実力に心底惚れ込んでおり、最後のインターハイ予選前は練習試合の対戦相手を全てカットマンで揃えたらしいと言われていた、
低レベルな片瀬高校卓球部で彼が腐ってしまう事を心配し、顧問と共に片瀬高校を訪れ、海王学園への転校を熱烈に勧誘する。

アクマ / 佐久間学（さくま まなぶ）
声 - 木村昴、幼少 - 池澤巧貴 / 演 - 大倉孝二、幼少 - 北山小次郎
右ペンホルダー 前陣速攻型
海王学園高校1→退部
ペコとスマイルの幼馴染でタムラ卓球場出身。吊り上った目からサクマ転じてアクマと渾名されている。重度の乱視で、幼少時から分厚いメガネをかけている。ペコやスマイルを一方的にライバル視してはいるが、ペコやスマイルからは相手にされない。
ドラゴンに憧れて海王学園に入学し、渋る顧問に懇願して卓球部に入部した。生まれ持った才能は無いが、十やれと言うと百でも千でもやる男であり、実力をつけレギュラーの座を獲得。部内での人望も厚い。
元々ペコに憧れ戦型も真似ていたが、海王卓球部入部と共に戦型を変えている。
スマイルを海王にスカウトする事を切望する風間に憤りを感じ、自らを認めて貰うために部の戒律を破ってまで片瀬高校に赴き非公式にスマイルに挑戦した事がきっかけで卓球部を退部。さらにスマイルへの敗北後に彼から「卓球の才能がない」と言われた事への苛立ちから傷害事件を起こし、停学処分を受けた。
その後、自分に悔いを残さないために一時的にカット戦型を試しており、独学ながらもそれなりのレベルには達していたが、元来攻撃的な戦型が性に合っていたらしく、しっくり来る事は無かった様だ。
ペコが挫折して卓球の道を諦めかけた際には、自分のペコに対する嫉妬と羨望の気持ちを吐露し、心から復帰を説得。以降のペコの卓球人生に多大な影響を与えた。
高校を中退してからは工事のバイトに励み、髪を伸ばしてリーゼント（ポンパドゥール）にしている。ムー子とは恋人同士であり、一緒に風間達の試合を見に来ている。

チャイナ / 孔文革（コン・ウェンガ）
声 - 文曄星 / 演 - サム・リー
右中国式ペンホルダー ドライブ主戦型
中国からの雇われ選手。通称チャイナ。上海ジュニアユースのエリート選手だったが、敗れて日本に留学。卓球大国・中国で生まれ育ち、エリート意識を持っている。
球を打ち合う音だけでスマイルの実力を見抜き、当初はペコにスコンクで圧勝。スマイルとの対戦を熱望する。
プライドが高く傲慢で、日本の卓球を馬鹿にしていたため部員からも疎まれていたが、インターハイで接戦の末スマイルに実質の敗北を喫し、その寸前にコーチに「ここで這い上がれなければお前の卓球人生は終わりなんだぞ」「気取った卓球するんじゃねえ！」と一喝される。
そしてドラゴンに敗れてからは日本の卓球を徐々に認めて部の指導にも熱を入れ、日本語も片言ながら話せるようになる。
最後のインターハイ予選でのペコについて、「プレーが型にはまっていない。卓球が好きで好きでたまらないという感じだ。そういう相手と打ち合えるという事は、少なくとも俺には･･････（幸せだ）」と評した。
アニメでは劇中でも特に出番が追加されている。8歳の時に工場勤めの母親（声 - 劉妍）の元を離れ、省のチームに入った生い立ちが判明しており、母親に対しては深い愛情を抱いている事が窺える一面も描かれた。チームメイトとの交流も非常に多く追加され、母親を招き全員でクリスマスを祝いカラオケに行ったり、冗談を飛ばせる仲になり兄のように慕われており、本人も「結構強いチームになってきた」「団体戦ではきっといいところまでいく」と信頼を寄せている。本人も着実に実力を向上させ、最後のインターハイ予選の1回戦では海王のレギュラー相手に踊るように華麗なプレイで圧勝した。原作では不明であった5年後の動向も語られ、世界代表へ返り咲いたとの記事が出ており、スマイルとドラゴンがそれを読んで喜んでいる。

### 片瀬高等学校
ペコ、スマイルが入学した高校。劇中の記事では名門と称されていたものの、練習環境、選手層の面、選手のモチベーションを見る限り近年はすっかり落ちぶれてしまっており、選手の大半は大会の序盤で敗退している。しかし高校卓球以前に実績のあるペコ、スマイルの台頭によって、彼らが1年生次のインターハイ以後、再び注目を集めた。
小泉丈（こいずみ じょう）
声 - 屋良有作 / 演 - 竹中直人
右ペンホルダー 両ハンド攻撃型
片瀬高校の卓球部顧問であり英語教師。62歳（アニメ版では72歳）。オババとは昔なじみ。
かつてはオババが賛美するほど優秀な選手であり、バタフライジョーと呼ばれていた。1950年世界選手権日本代表の最終選考まで残ったが、ライバル選手（風間竜）の膝の怪我につけ込む戦法をどうしても取れずに敗退、同時に選手生活を引退した。
スマイルの才能を見抜き、スマイルの難しい性格に苦労しながらも一流の選手へと育て上げる。スマイルとの仲を深めるために2人きりで遊園地へ行き、盛り上げようと努力したが、自身がコーヒーカップに乗って具合を悪くしただけだった。
老齢ながらかつての実力は健在で、小泉の本気のサービスを一本目にしただけでペコは戦慄した。
また、スマイルとの対戦時にはスマイルを奮起させるべくダーティーな戦術も披露したが、最後は老齢ゆえスタミナがついていかず、スマイルに意趣返しをされる形で勝負には敗れている。
5年後も関係は続いており、ラストではスマイルの事を「誠」と呼んでおり、家で会食する間柄となっている様だ。
大田（おおた）
声 - 星野貴紀 / 演 - 荒川良々
片瀬高校2→3年生
卓球部キャプテン。特徴的な髪型をしている。顧問の小泉がスマイルのほぼ専任コーチとなってからは、スマイル以外の部員がないがしろにされている事に対して周りの部員と共に不満を漏らし、部への情熱も失っていたが徐々に和解。
他の部員との緩衝材の様な役割も果たし、長期不在であったペコも素直に応援し怪我も気遣っていた。
最後はスマイルに憧れの目を向け、面倒見の良いキャプテンとしてペコやスマイルの活躍を見守る。
劇場版と原作では性格・キャラクターが大幅に異なる。
アニメ版では実家が個人経営の電化製品店を営んでおり、卒業後は家業を引き継ぐ。
山田（やまだ）
声 - 嶋田翔平
片瀬高校3年生
卓球部キャプテン。ペコとスマイルの実力を認めており、大田らをなだめていた。引退後、大田にキャプテンを引き継ぐ。
劇場版では既に大田がキャプテンになっており登場しない。
高村（たかむら）、浜ちょん（はまちょん）
声 - 星光明、浜添伸也 / 演 - 近藤公園、平野貴大
片瀬高校2→3年生
卓球部員。大田と行動を共にしていることが多く、ペコやスマイルに対して強く当たる。キャプテンとなった大田とは異なり、3年に上がってからも態度は変わらなかった。
劇場版では、多胡（たご）、五味（ごみ）という名前にそれぞれ変更されて登場している。

### 海王学園高校
個人、団体とも無敗を誇る県内屈指の強豪校。卓球専門誌には特集が組まれ、卓球部専用の宿舎、ジム、送迎バス、ビデオルーム、サウナまで完備するプロ顔負けの設備が備わっている。その一方で近年は選手層の弱体化に悩まされ、常勝軍団の名に陰りが見え始めている。
真田昌幸（さなだ まさゆき）
声 - 浜田賢二 / 演 - 末満健一
右シェークハンド
海王学園高校2年→3年
海王学園卓球部副部長。太い眉毛が特徴で、九州弁で喋る。
全国でベスト16に入るほどの強豪で、「モンスター」の異名を持つ。
ドラゴンに少なからず憧れているがゆえに、ドラゴンに執着されているスマイルに嫉妬するが、2年目のインターハイ予選でスマイルと戦い、かけ離れた実力を見せつけられて敗北。
アクマとの語らいの中でドラゴンは「真田も優れた選手」と評しながらも、「だが、（月本相手では）1ゲーム獲る事すらも困難だろう」と語っている。
大学でも本格的に卓球を続けるつもりだった様だが、スマイルに敗北後は「その気も失せたわ」と消沈しており、「風間があれだけ惚れ込むのも分かる」と語った。
退部となったアクマに対するドラゴンの冷たい態度に激昂したり、ドラゴンに叱責された補欠部員を慰めたりするなど、無機質に勝利を求めるドラゴンとは対照的に和を重んじる人情家。
猫田修二（ねこた しゅうじ）
声 - 大隈健太
海王学園高校卓球部部員。関西弁で喋る。2年目のインターハイ予選ではベスト4まで残った。
自身の実力は真田に劣ると考えているらしく、スマイルとの試合中には「ワイの相手やない」「体力も削れないとは」と勝利はほぼ諦めている様な事を考えていた。
毛利（もうり）
声 - 須田祐介
海王学園高校卓球部部員。アニメ版オリジナルキャラクター。津軽弁で喋る。デビュー戦でチャイナと当たり大敗する。
風間卓（かざま たく）
声 - 石住昭彦
海王学園卓球部顧問及び監督。アニメ版では風間理事長の息子であるが、原作ではこの設定は付けられていない。
卓球の指導は厳しいが作中の現役チームを含めた歴代の海王というチームを愛し、また部員個人には優しく接する事もあり、実力があるからと言って誰かを特別扱いもせず、部員たちのことを誰よりも理解している。
才能はないが努力を惜しまないアクマを高く評価している。
風間竜（かざま りゅう）
声 - 小川真司
海王学園理事長。ドラゴンの祖父。アニメ版オリジナルキャラクター。
学園の経営だけでなく「ポセイドン」という卓球用品ブランドを展開している。容赦ない勝利至上主義者で、その為に海王学園の卓球練習環境を過剰なまでに充実させている。
あまり気が進まなかったであろうドラゴンを広告塔に使うなど、金儲けには容赦もない。
ただ、人情や卓球への愛が全くないような人物ではないらしく、インターハイ予選終了時の会場で友二人と昔の様に語らう姿を見せていた。
オリンピックユースで優勝したドラゴンをCMに起用する。1950年世界選手権日本代表の最終選考にて、バタフライジョーを破っている。

### 辻堂学院高校
かつては東日本に辻堂ありといわれた強豪校だが、近年は弱体化の一途。中国から選手兼コーチとしてチャイナを招き、起死回生を図る。
孔のコーチ
声 - 程波 / 演 - 翁華栄
チャイナとはユースの頃からの間柄らしく、チャイナと共に来日し当初は通訳も務める。
傲慢になり手を焼いていたチャイナを、スマイルとの試合中に本気で𠮟りつけ初心を取り戻させた。
怒鳴り声を上げたのはこの時のみで、チャイナが風間に為す術もなく敗れ再起が絶望的となった際には「コーチとしてではなく孔をよく知る友人として」激励の言葉を贈るなど、普段は非常に穏やかな人格者である。
一度帰国するが、最後のインターハイ予選前に来日し、チャイナの試合からペコvsスマイルの決勝戦までを最後まで見届けた。
木村（きむら）、小枝（こえだ）、飯田（いいだ）
声 - 野沢聡、中務貴幸、玉置祐也
卓球部の部員たち。チャイナの指導により、全員メキメキと実力をつけていく。名前はアニメ版より。

### タムラ卓球場
オババ
声 - 野沢雅子 / 演 - 夏木マリ
タムラ卓球場を経営している老女。ペコ・スマイル・アクマを彼らが小学生の頃から指導してきた。ほぼ常にタバコを銜えていたり、たまに場内で居眠りをしていたり、言葉遣いが荒く指導も厳しいが、誰よりも選手達を思い、かわいがっている。挫折からの再起を図ろうとするペコに手を差し伸べ、厳しい特訓を課す。
若い頃は選手としても優秀であったが膝の故障が原因で一線を退く。アニメ版において日本代表育成センターに彼女の銅像があることから相当な実力者だったことがうかがえる。
彼女が主役の短編「タムラ」ではタムラ卓球場の在りし日の一日が描かれる。
田村道夫（たむら みちお）
声 - 島田岳洋
オババの息子。藤堂大学卓球部（アニメ版では日本代表育成センター）のコーチである。母親の頼みによりペコを指導し、彼のバックサイドの弱点を克服するために裏面打法に挑戦させた。愛称はカモネギ（しかし本人は気に入っていない）
実写映画版には登場しない。

### その他
江上（えがみ）
声 - 津田健次郎
大鵬高校3年生
1年のインターハイ予選のスマイルの対戦相手。3年最後の卓球で意気込んでいたが、スマイルの速攻戦法に敗北する。
原作では脇役だが、アニメ版ではその後のストーリーにも登場する。
風間百合枝（かざま ゆりえ）
声 - 川澄綾子
風間卓の娘。短大生。アニメ版オリジナルキャラクター。
ドラゴンの従姉であり、彼とは「清い交際」の関係。卓球用品ブランド「ポセイドン」のCMにも出演している美人。

ムー子（むーこ）
声 - 栗田エリナ / 演 - 三輪明日美
アクマが卓球部を退部して以降、恋人として連れ添う少女。短気なアクマとは対照的に、極度に天然ボケでおっとりした性格。アクマを「マー君」と呼んで慕う。アクマもそれなりに心を開いている様子である。
ドテチン
声 - 宮本崇弘 / 演 - 大浦龍宇一
タムラ卓球場に来た大学生。卓球歴10年の経験者だが、ペコにコテンパンにされた。
劇場版では、アッ君（あっくん）という名前に変更され、早苗（さなえ、演 - 田中千絵）という女子大生を連れていた。
風間のりお（かざま のりお）、風間えみ子（かざま えみこ）
声 - あべそういち、土門敬子
ドラゴンの親。回想に登場する。
その他に、『鉄コン筋クリート』の蛇が藤堂大学の卓球部員として、第32,34,36話でカメオ出演している。

## 評価
「ピンポン」は1997年、1998年に手塚治虫文化賞の候補に挙げられ、受賞は逃したものの数多くの選考委員から高い評価を得た。
「ピンポン THE ANIMATION」を手がけた湯浅政明は連載当時から本作を愛好していたが、完成度の高さを見てアニメ化には当初後ろ向きだったとコメントしている。
中国出身の映画監督ビー・ガンはピンポンを始めとする松本の作品群から影響を受けたと公言している。

## 書誌情報
- 単行本（小学館ビッグコミックススペシャル 全5巻）
  1. 1996年9月1日発行、ISBN 4-09-184736-6
  2. 1997年1月1日発行、ISBN 4-09-184737-4
  3. 1997年4月1日発行、ISBN 4-09-184738-2
  4. 1997年8月1日発行、ISBN 4-09-184739-0
  5. 1997年10月1日発行、ISBN 4-09-184740-4

- 新装版（小学館 ビッグコミックススペシャル 全3巻）
  1. 2002年7月1日発売、ISBN 4-09-185735-3
  2. 2002年7月1日発売、ISBN 4-09-185736-1
  3. 2002年7月1日発売、ISBN 4-09-185737-X

- 文庫版（小学館 小学館文庫 全3巻）
  1. 2012年7月14日発売、ISBN 978-4-09-196241-6
  2. 2012年7月14日発売、ISBN 978-4-09-196242-3
  3. 2012年7月14日発売、ISBN 978-4-09-196243-0

- ピンポン フルゲームの1、2（小学館 ビッグコミックススペシャル 全2巻）
  1. 2014年4月1日発売、ISBN 978-4-09-186089-7
  2. 2014年4月1日発売、ISBN 978-4-09-186090-3

## パチスロ
2010年にSANYOから発売されたパチスロ5号機。
ART＋ボーナスタイプの機種で、ゲーム数によるゾーン抽選で発動するART「ピンポンボーナス」が特徴。

### 声の出演
- ペコ - 西墻由香
- スマイル - 神谷浩史
- アクマ - 鳥海浩輔
- ドラゴン - 安元洋貴

## 映画
漫画の連載終了から4年以上が経過した2002年初頭に映画の制作が発表され、同年7月に劇場公開された。

### ストーリー
片瀬高校一年の星野は、将来ヨーロッパに行って卓球で頂点を目指すという夢を持っている。その割には、卓球部の練習はさぼってばかりで、マイペースだ。星野の幼なじみの月本は、幼い頃虐められていたときに、いつも星野に助けてもらった。月本の中では、星野はヒーローであった。星野に卓球を習って、目立たないが卓球の才能を持っている月本は、インターハイチャンピオンの海王学園の風間や、中国のナショナルチームから落ちて日本で再起をはかる孔からも注目されている。しかし月本は卓球は人生の暇つぶしと考えてクールに取り組み、月本を鍛え上げようとする顧問の小泉にも反抗しがちだ。
そしてインターハイ県予選がはじまる。星野は、幼なじみで風間に憧れて海王学園に行った佐久間に破れる。月本は孔を追い詰めるが、情をかけ逆転負けをする。風間に認められたい佐久間は、月本に試合を挑むが完敗、退学し卓球を離れる。一方、卓球をやめようとしていた星野に会い、卓球を続けるように励ます。星野は再起を期して、タムラ卓球のオババのもとで鍛え直す。月本も、小泉と信頼関係を築いていき、特訓をはじめる。
そして翌年のインターハイ予選が始まる。月本は圧倒的な力で決勝に進んだ。星野は孔を下し準決勝に進む。そして膝痛のため、棄権をすすめるオババの忠告を蹴って、月本が待っているからと言って風間と戦う。風間は意地をかけて勝利を目指すが、星野は月本の友情に力を取り戻し風間を下す。死力を尽くした戦いに、風間は幸福を感じていた。月本はヒーローである星野との決勝に臨む。そして星野は月本に勝利し、優勝を果たした。

### 他出演
- 橋の上の巡査 - 松尾スズキ
- 選手Aの父 - 山下真司
- 選手Aの母 - 石野真子
- ゲームセンターのカップル - 津田寛治
- ゲームセンターのカップル - 馬渕英里何
- スタッフ - 佐藤二朗
- 服部まこ - 水谷妃里
- 片瀬高校女子生徒 - 加賀野泉
- 片瀬高校女子生徒 - 原田夏希
- 片瀬高校卓球部員 - 守山歩
- 片瀬高校卓球部員 - 西原亮
- 片瀬高校卓球部員 - 鈴木清貴
- 片瀬高校卓球部員 - 小山内勝
- 片瀬高校卓球部員 - 上地慶
- 片瀬高校卓球部員 - 大江聡
- 片瀬高校卓球部員 - 斉藤直行
- 片瀬高校卓球部員 - 樋田洋平
- 海王学園高校卓球部員 - 虎牙光揮
- 海王学園高校卓球部員 - 秋永裕司
- 海王学園高校卓球部員 - 中村郁雄
- 海王学園高校卓球部員 - 小川毅史
- 海王学園高校卓球部員 - 平多康朔
- 海王学園高校卓球部員 - 田村賢二
- 海王学園高校卓球部員 - 周防進
- 海王学園高校卓球部員 - 仲島武士
- 生徒 - 冨田翔
- 生徒 - 佐藤幹雄
- 生徒 - 佐々木哲平
- 少年太郎 - 小池城太朗
- ラストの少年 - 染谷将太
- クラスメイト - 田代惇一
- クラスメイト - 吉川陸
- クラスメイト - 伊藤善博
- クラスメイト - 真貝晋史

### スタッフ
- 原作 - 松本大洋
- 監督・VFX - 曽利文彦
- 脚本 - 宮藤官九郎
- 音楽監督 - 二見裕志
- 主題歌 - SUPERCAR「YUMEGIWA LAST BOY」
- 挿入曲 - SUPERCAR、SUBTLE、石野卓球、DUB SQUAD、sugar plant、ma-o、GROUP、WORLD FAMOUS、砂原良徳、BOOM BOOM SATELLITES、cicada
- 音楽プロデューサー - 安井輝
- 音楽コーディネーター - 小林弘幸
- 撮影 - 佐光朗
- 照明 - 渡邊孝一
- 美術 - 金勝浩一
- 録音 - 山田均
- 編集 - 上野聡一
- 技斗 - 二家本辰己
- 音響効果 - 岡瀬晶彦
- ストーリーボード - 荒牧伸志
- 特殊造形 - 松井祐一、三好史洋
- CG - TBS・CG部、デジタル・フロンティア、DML
- 卓球アドバイザー - 坂井敏昭
- ウィッグ - アートネイチャー
- ロケ協力 - 茨城県、水海道市（現・常総市） ほか
- 技術協力 - 東通、ソニーマーケティング
- スタジオ - 東映東京撮影所
- 現像 - IMAGICA
- エグゼクティブ・プロデューサー - 椎名保
- プロデューサー - 小川真司、鈴木早苗、井上文雄
- 製作 - アスミック・エース、小学館、TBSテレビ、BS-TBS、日本出版販売、IMAGICA
- 配給 - アスミック・エース

### 製作・エピソード
- 卓球の試合シーンは主にボール、コート共にフルCGで作られている。CGシーンを担当した荒牧伸志は監督の曽利文彦と共にフルCGによるテレビシリーズ作品を企画していた縁から本作品に参加しており、後に曽利のプロデュースによりフルCGアニメ映画『APPLESEED』の監督を務めている[13]。
- 劇中音楽は、主題歌を担当したSUPERCARを始めとして、石野卓球やBOOM BOOM SATELLITESなどのミュージシャンらがそれぞれ提供している。
- この映画の原作との最大の違いは、キャプテン大田のキャラクターである。荒川良々が演じており、原作とは異なる丸坊主の太っちょといったいでたちで、原作には無いコミカルなシーンが盛り込まれている。また、キャプテン大田主演の宮藤官九郎脚本・監督によるこの映画のサイドストーリー「ティンポン」が存在しており、こちらの内容は本編のパロディとなっている[注 3]。
- 原作者の松本大洋本人が劇中にわずかではあるが出演している。
- 出演者の卓球の技術指導をした平岡義博が海王学園の監督役で出演している。また、当時平岡が監督をしていた明治大学の卓球部の選手たちが撮影協力している。

### 受賞歴
- 第20回ゴールデングロス賞話題賞[14]
- 第26回日本アカデミー賞[15]
  - 優秀作品賞
  - 優秀監督賞（曽利文彦）
  - 優秀脚本賞（宮藤官九郎）
  - 優秀助演女優賞（夏木マリ）
  - 優秀撮影賞（佐光朗）
  - 優秀照明賞（渡邊孝一）
  - 優秀編集賞（上野聡一）
  - 新人俳優賞（中村獅童）
- 第45回ブルーリボン賞
  - 新人賞（中村獅童）
- 第76回キネマ旬報ベスト・テン
  - 日本映画ベスト・テン第9位
  - 読者選出日本映画ベスト・テン第4位

### ソフト化
- ピンポン DVD2枚組DTS特別版（初回限定生産2枚組、2003年2月14日発売、発売元・小学館、発売 / 販売元・アスミック・エース）
  - ディスク1：本編DVD
    - 音声特典
      - オーディオコメンタリー（監督：曽利文彦×撮影：佐光朗）

    - 音楽トラック
    - 音楽チャプター

  - ディスク2：特典DVD
    - 短編作品「ティンポン」
    - メイキング・オブ・「ピンポン」
    - 主要キャスト5人映像集
    - CGシーン解説
    - デジタルシネマについて
    - 絵コンテ&本編シーンの比較
    - 短編「カンフーマスター」
    - 未公開シーン
    - 平岡コーチの卓球教室
    - 製作発表記者会見
    - 完成披露試写会舞台挨拶
    - 公開初日舞台挨拶
    - 予告編集
    - 劇中使用グッズ紹介
    - ポスターギャラリー
- ピンポン メモリアルBOX（DVD2枚組、2003年2月14日発売、発売元・小学館、発売 / 販売元・アスミック・エース、15000セット限定生産）
  - ディスク1：本編DVD（2枚組DTS特別版と同様）
  - ディスク2：特典DVD（2枚組DTS特別版と同様）
  - 封入特典
    - スペシャル・ヴィジュアル・ファイル
    - 特製バインダーケース
    - 未公開スチール約100点使用ピクチャーカード集
    - 松本大洋「ピンポン」両面ポスター
    - ピンポン星人のペーパー・マスク
    - 「ピンポン」型抜きステンシル
    - 35 mm映画フィルム
    - 片瀬高校ゼッケン
- 【TCE Blu-ray SELECTION】ピンポン ブルーレイ スペシャル・エディション（BD1枚組、2012年9月5日発売、発売元・アスミック・エース / 小学館、販売元・TCエンタテインメント）
  - 映像特典
    - 短編作品「ティンポン」
    - メイキング・オブ・「ピンポン」
    - メインキャスト映像集
    - 平岡コーチの卓球教室
    - CGシーン解説
    - デジタルシネマについて
    - 未使用シーン
    - 製作発表記者会見
    - 完成披露試写会舞台挨拶
    - 公開初日舞台挨拶
    - 予告編集

  - 音声特典
    - オーディオコメンタリー（監督：曽利文彦×撮影：佐光朗）

## テレビアニメ
『ピンポン THE ANIMATION』（ピンポン ジ・アニメーション）のタイトルで、2014年4月より6月まで、フジテレビ『ノイタミナ』枠にて放送された。原作の絵をほぼそのまま再現し、アニメーション化させるという試みが行われている。また、作中では、松本が連載時に着想したものの、描写できなかったエピソードが湯浅の手によって多数映像化されている。
また、本作にはあらかじめ脚本はなく、監督の湯浅政明自ら絵コンテから描き始め、そこでセリフ等を決めている。
2015年、東京アニメアワード2015でアニメ オブ ザ イヤー部門テレビ部門グランプリ受賞。

### スタッフ（アニメ）
- 原作 - 松本大洋（小学館 ビッグスピリッツコミックス刊）[4]
- 製作 - 松崎容子、植田益朗、中尾勇一、石川豊
- 監督・シリーズ構成・脚本・絵コンテ - 湯浅政明
- 副監督 - EunYoung Choi
- キャラクターデザイン・総作画監督 - 伊東伸高
- 美術監督 - Aymeric Kevin[4]
- 色彩設計 - 辻田邦夫[4]
- 撮影監督 - 中村俊介[4]
- 編集 - 木村佳史子[4]
- 音響監督 - 木村絵理子[4]
- 音楽 - 牛尾憲輔[4]
- 音楽プロデューサー - 佐野弘明、千葉悦子
- チーフプロデューサー - 山本幸治
- プロデューサー - 岡安由夏、新宅洋平
- アニメーションプロデューサー - 藤尾勉
- アニメーション制作 - タツノコプロ[4]
- 制作 - アニメ「ピンポン」製作委員会[4]（フジテレビジョン、アニプレックス、京楽産業ホールディングス、電通）

### 主題歌
オープニングテーマ「唯一人」
作詞・作曲・編曲・歌 - 爆弾ジョニー
エンディングテーマ「僕らについて」
作詞・作曲 - クボケンジ / 歌 - メレンゲ
挿入歌「Midnight Flight -ひとりぼっちのクリスマス・イブ-」（第6話）
作詞・作曲・歌 - 浜田省吾

### 各話リスト
| 話数 | サブタイトル                             | 演出          | 作画監督                                         |
| ---- | ---------------------------------------- | ------------- | ------------------------------------------------ |
| #1   | 風の音がジャマをしている                 | 久保田雄大    | 伊東伸高                                         |
| #2   | スマイルはロボット                       | 伊藤秀樹      | 伊藤秀樹                                         |
| #3   | 卓球に人生かけるなんて気味が悪い         | 荒川眞嗣      | 伊東伸高、戸田さやか                             |
| #4   | 絶対に負けない唯一の方法は闘わないことだ | 上野史博      | 阿部弘樹、服部憲治                               |
| #5   | どこで間違えた?                          | 宇都宮正記    | 石丸賢一                                         |
| #6   | おまえ誰より卓球好きじゃんよ!!           | 久保田雄大    | 浅野直之、戸田さやか 伊東伸高                    |
| #7   | イエス マイコーチ                        | 伊藤良太      | 西垣庄子、柴田健児                               |
| #8   | ヒーロー見参                             | 許平康        | 石丸賢一、戸田さやか 浅野直之                    |
| #9   | 少し泣く                                 | 伊藤良太      | 戸田さやか、浅野直之 奥田佳子、柴田健児 西垣庄子 |
| #10  | ヒーローなのだろうが!!                   | EunYoung Choi | 伊東伸高、浅野直之 戸田さやか、西垣庄子          |
| #11  | 血は鉄の味がする                         | 湯浅政明      | 伊東伸高、浅野直之 戸田さやか、西垣庄子          |

### 放送局
| 放送地域   | 放送局                 | 放送期間                  | 放送時間                     | 放送系列                  | 備考                         |
| ---------- | ---------------------- | ------------------------- | ---------------------------- | ------------------------- | ---------------------------- |
| 関東広域圏 | フジテレビ             | 2014年4月11日 - 6月20日   | 金曜 0:50 - 1:20（木曜深夜） | フジテレビ系列            | 製作委員会参加               |
| 岩手県     | 岩手めんこいテレビ     | 2014年4月11日 - 6月20日   | 金曜 0:50 - 1:20（木曜深夜） | フジテレビ系列            | 同時ネット                   |
| 山形県     | さくらんぼテレビ       | 2014年4月11日 - 6月20日   | 金曜 0:50 - 1:20（木曜深夜） | フジテレビ系列            | 同時ネット                   |
| 愛媛県     | テレビ愛媛             | 2014年4月11日 - 6月20日   | 金曜 1:10 - 1:40（木曜深夜） | フジテレビ系列            |                              |
| 静岡県     | テレビ静岡             | 2014年4月11日 - 6月20日   | 金曜 1:20 - 1:50（木曜深夜） | フジテレビ系列            |                              |
| 秋田県     | 秋田テレビ             | 2014年4月11日 - 6月20日   | 金曜 1:30 - 2:00（木曜深夜） | フジテレビ系列            |                              |
| 福島県     | 福島テレビ             | 2014年4月11日 - 6月20日   | 金曜 1:35 - 2:05（木曜深夜） | フジテレビ系列            |                              |
| 新潟県     | 新潟総合テレビ         | 2014年4月11日 - 6月20日   | 金曜 1:40 - 2:10（木曜深夜） | フジテレビ系列            |                              |
| 広島県     | テレビ新広島           | 2014年4月11日 - 6月20日   | 金曜 1:45 - 2:15（木曜深夜） | フジテレビ系列            |                              |
| 熊本県     | テレビくまもと         | 2014年4月11日 - 6月20日   | 金曜 1:45 - 2:15（木曜深夜） | フジテレビ系列            |                              |
| 近畿広域圏 | 関西テレビ             | 2014年4月11日 - 6月20日   | 金曜 1:58 - 2:28（木曜深夜） | フジテレビ系列            |                              |
| 宮城県     | 仙台放送               | 2014年4月11日 - 6月20日   | 金曜 2:00 - 2:30（木曜深夜） | フジテレビ系列            |                              |
| 福岡県     | テレビ西日本           | 2014年4月11日 - 6月20日   | 金曜 2:05 - 2:35（木曜深夜） | フジテレビ系列            |                              |
| 中京広域圏 | 東海テレビ             | 2014年4月11日 - 6月20日   | 金曜 2:10 - 2:40（木曜深夜） | フジテレビ系列            |                              |
| 鹿児島県   | 鹿児島テレビ           | 2014年4月11日 - 6月20日   | 金曜 2:10 - 2:40（木曜深夜） | フジテレビ系列            |                              |
| 日本全域   | フジテレビオンデマンド | 2014年4月11日 - 6月20日   | 金曜 12:00 更新              | フジテレビ系列 ネット配信 |                              |
| 佐賀県     | サガテレビ             | 2014年4月12日 - 6月21日   | 土曜 0:50 - 1:20（金曜深夜） | フジテレビ系列            |                              |
| 北海道     | 北海道文化放送         | 2014年4月21日 - 6月29日   | 月曜 2:10 - 2:40（日曜深夜） | フジテレビ系列            |                              |
| 日本全域   | バンダイチャンネル     | 2014年4月25日 - 6月25日   | 水曜 12:00 更新              | ネット配信                | [ 注 4 ]                     |
| 日本全域   | フジテレビTWO          | 2014年10月25日 - 11月29日 | 土曜 2:00 - 3:00（金曜深夜） | フジテレビ系列 CS放送     | 2話ずつ放送 リピート放送あり |
| 日本全域   | BSフジ                 | 2017年4月9日 - 6月18日    | 月曜0:30 - 1:00 (日曜深夜)   | BS放送                    |                              |
| 日本全域   | アニマックス           | 2019年7月8日 -            | 月曜 ~ 金曜0:00 - 0:30       | BS放送                    |                              |

### BD-BOX / DVD-BOX
2014年8月27日にアニメの全11話とサウンドトラックを収録したBOX仕様で発売された。規格品番はANZX-6281（Blu-ray）、ANZB-6281（DVD・完全生産限定版）、ANSB-6281（DVD・通常版）。

### ブラウザゲーム
『〜ピンポン THE ANIMATION〜 超高速!スマッシュパズル!!』というブラウザゲームが2014年4月11日から提供された。ジャンルは卓球パズル。基本プレイ無料のアイテム課金制。カルチャーによる制作で、Yahoo!モバゲーでの配信。
| フジテレビ ノイタミナ 第1部   | フジテレビ ノイタミナ 第1部 | フジテレビ ノイタミナ 第1部 |
| 前番組                        | 番組名                      | 次番組                      |
| ----------------------------- | --------------------------- | --------------------------- |
| 銀の匙 Silver Spoon （第2期） | ピンポン THE ANIMATION      | 残響のテロル                |